# Єфимович Олена Іванівна
Олена Іванівна Єфимо́вич (нар. 1888 — пом. ?) — українська співачка (меццо-сопрано).

## Біографія
Народилася у 1888 році. 1910 року в Києві закінчила Музично-драматичну школу Миколи Лисенка. Упродовж 1910—1923 і 1925—1926 років — солістка Київської опери.

## Творчість
Брала участь у концертах товариств «Боян», «Просвіта», «Український клуб». Серед партій:
- Княгиня («Русалка» Олександра Даргомижського);
- Любаша («Царева наречена» Миколи Римського-Корсакова).